# Topobea setosa
Topobea setosa är en tvåhjärtbladig växtart som beskrevs av José Jéronimo Triana. Topobea setosa ingår i släktet Topobea och familjen Melastomataceae. Inga underarter finns listade i Catalogue of Life.